# Route nationale 3 (Madagascar)
Pour les articles homonymes, voir Route nationale 3.
La route nationale 3 (N 3) est une route nationale s'étendant de Antananarivo  jusqu'à Anjozorobe à Madagascar..

## Description
La N3 parcourt 91 km dans les régions de Analamanga et Alaotra-Mangoro .

## Parcours
Du nord au sud:
- Antananarivo
- Sabotsy Namehana
- Talata Volonondry
- Antokonana
- Mangamila
- Anjozorobe